# Língua bassari
Bassari ou oniyan (onian, onëyan, ayan, biyan, wo) é uma língua senegambiana do Senegal e da Guiné falada pelo povo bassari, tradicionais caçadores coletores.

## Escrita
Este é o sistema de escrita bassari no Senegal:
| A | B | Ɓ | C | D | Ɗ | E | Ë | F | G | H | I | J | K | L | M | N | Ñ | Ŋ | O | P | R | S | Ŝ | T | U | W | Y | Ƴ |
| a | b | ɓ | c | d | ɗ | e | ë | f | g | h | i | j | k | l | m | n | ñ | ŋ | o | p | r | s | ŝ | t | u | w | y | ƴ |

- h̃, w̃, ỹ são as consoantes  h, w, y nasalizadas.[2]
- Quando as vogais E e O são abertas, elas têm o acento agudo: É, Ó

Este é o sistema de escrita da Guiné, que usa o alfabeto das línguas guineenses:
| A | B | Ɓ | C | D | Ɗ | Ǝ | E | Ɛ | F | G | Gw | H | Hw | I | J | Ɉ | K | Kw | L | M | N | Nb | Nd | Ng | Ngw | Nj | Ɲ | Ŋ | Ŋw | O | Ɔ | P | R | S | Ʃ | T | U | V | W | Y | Ƴ |
| a | b | ɓ | c | d | ɗ | ǝ | e | ɛ | f | g | gw | h | hw | i | j | ɉ | k | kw | l | m | n | nb | nd | ng | ngw | nj | ɲ | ŋ | ŋw | o | ɔ | p | r | s | ʃ | t | u | v | w | y | ƴ |